# Stefan Emmerling
Stefan Emmerling (Heidelberg, 10 febbraio 1966) è un allenatore di calcio ed ex calciatore tedesco, di ruolo difensore, tecnico dell'Kickers Emden.

## Palmarès

### Giocatore

#### Competizioni internazionali
- Coppa Intertoto UEFA: 1

Kaiserslautern: 1988